# Lycosoidea
Lycosoidea es una superfamilia de arañas araneomorfas, constituida por once familias de arañas con ocho ojos:
- Ctenidae: 39 géneros, 468 especies
- Lycosidae: 120 géneros, 2387 especies
- Oxyopidae: 9 géneros, 431 especies
- Pisauridae: 49 géneros, 331 especies
- Psechridae: 2 géneros, 30 especies
- Senoculidae: 1 género, 31 especies
- Stiphidiidae 22 géneros, 131 especies
- Trechaleidae: 16 géneros, 117 especies
- Zoridae: 14 géneros, 79 especies
- Zorocratidae: 5 géneros, 42 especies
- Zoropsidae: 14 géneros, 86 especies

La superfamilia incluía también la familia Neolanidae, pero en 2005 su único género, Neolana, fue recolocado en la familia Amphinectidae.
Fang et al. (2000), basándose en el análisis de elementos del genoma mitocondrial, proponen las siguientes relaciones entre algunas de las familias más cercanas:
```
       +---- Psechridae
    +--|
    |  +---- Oxyopidae
----|
    |  +---- Pisauridae
    +--|
       +---- Lycosidae
```

Dos estudios de 2014 y 2015 restringen las familias de Lycosoidea:
| Familia                                                              | Griswold (1993) | Ramírez (2014) | Polotow et al. (2015) |
| -------------------------------------------------------------------- | --------------- | -------------- | --------------------- |
| Ctenidae                                                             | sí              | no             | sí                    |
| Lycosidae                                                            | sí              | sí             | sí                    |
| Oxyopidae                                                            | sí              | sí             | sí                    |
| Pisauridae                                                           | sí              | sí             | sí                    |
| Psechridae                                                           | sí              | sí             | sí                    |
| Senoculidae                                                          | sí              | sí             | no                    |
| Stiphidiidae                                                         | sí              | no             | no                    |
| Thomisidae                                                           | no              | ?              | sí                    |
| Trechaleidae                                                         | sí              | *              | sí                    |
| Zoropsidae                                                           | sí**            | no             | no                    |
| * No incluida en el estudio. ** Algunos géneros ahora en Miturgidae. |                 |                |                       |